# Orden de Montesa
La Orden de Santa María de Montesa es una de las órdenes militares más importantes de la historia de España. Es una de las cuatro grandes Órdenes militares españolas, siendo las otras tres las de Santiago, Calatrava y Alcántara.  Es una orden religiosa y militar fundada por el rey Jaime II de Aragón en el siglo XIV (1317) que tuvo un papel fundamental en la defensa de la península ibérica durante la Reconquista. Sus integrantes, como requisito indispensable, han de aportar pruebas de nobleza hereditaria, para poder ser armados caballeros a través de una ceremonia de cruzamiento.  
Pertenece al grupo de las órdenes cistercienses, y en la actualidad se define como una institución Católica que al igual que sus órdenes hermanas, en administración perpetua a la Corona de España, defienden la fe y la tradición. Actualmente sus caballeros llevan una vida conforme a la castidad conyugal, la santificación personal y la defensa de la fe católica erga omnes. Actualmente y siguiendo el mandato del rey, las cuatro órdenes llevan a cabo sus actividades de forma conjunta y coordinada bajo las directrices que marca el Real Consejo, aunque conservando sus señas de identidad propias y su independencia. El real consejo de las órdenes militares españolas propone al rey el ingreso de nuevos caballeros y éste les concede y firma la merced de hábito. Existen unos requisitos de carácter religioso e histórico para el ingreso en la orden.

## Historia

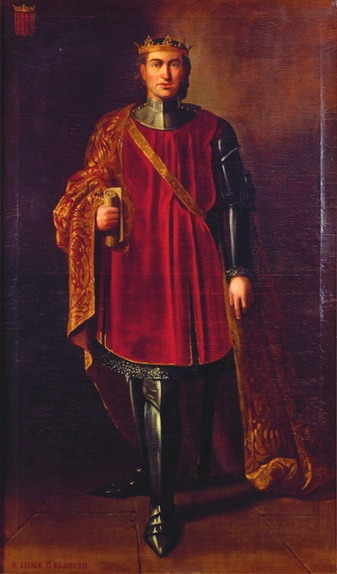
Retrato imaginario del rey Jaime II de Aragón, de Manuel Aguirre y Monsalbe. Ca. 1851-1854. (Diputación Provincial de Zaragoza).

La Orden de Santa María de Montesa se fundó en el contexto de la disolución de la Orden del Temple. Esta última, creada en 1118 por Hugo de Payens en Jerusalén, tenía como misión proteger los Santos Lugares y a los peregrinos cristianos. Con el apoyo papal, la Orden del Temple se expandió por Europa y jugó un papel crucial en las guerras de la Reconquista en España, especialmente en Aragón, donde recibieron numerosos castillos como el de Calatrava y Monzón. 
Durante la reconquista del Reino de Valencia, la Orden del Temple fue recompensada con territorios y fortalezas. Sin embargo, en 1307, el rey Felipe IV de Francia acusó a los templarios de crímenes y herejías, lo que llevó a su arresto y juicio bajo la presión del Papa Clemente V. Muchos templarios fueron torturados y ejecutados.
Este contexto de persecución y disolución de la Orden del Temple en 1312 creó la necesidad de una nueva orden militar en la Corona de Aragón, lo que llevó a la fundación de la Orden de Santa María de Montesa en 1317.
El rey Jaime II de Aragón no creyó las acusaciones contra la Orden del Temple, pero obedeció al Papa Clemente V y ordenó su arresto. Los templarios resistieron en el castillo de Monzón, pero fueron capturados y juzgados en Salamanca.
Tras la disolución de la Orden del Temple, Jaime II quiso crear una orden militar aragonesa para evitar el aumento de poder de la Orden del Hospital. Envió a Vidal de Vilanova a negociar con el Papa Clemente V sobre los bienes de los templarios y hospitalarios en Valencia, proponiendo la creación de una nueva orden con sede en Montesa.
Aunque no logró nada con Clemente V, su sucesor, Juan XXII, aprobó la creación de la Orden de Santa María de Montesa en 1317. La nueva orden recibió los bienes de los templarios y hospitalarios en Valencia, y el rey cedió el castillo y villa de Montesa, junto con la alquería de Vallada, para establecer su sede. La Orden adoptó la Regla del Císter.
El 11 de junio, el Papa Juan XXII autorizó al abad de Santes Creus a elegir al primer maestre de Montesa. Tras algunas dificultades con el Maestre de Calatrava, el 22 de julio de 1319, en la capilla de Santa Águeda en Barcelona, y en presencia del Rey Jaime II y otros dignatarios, frey Gonzalo Gómez impuso el hábito de la nueva Orden a D. Guillem de Eril y otros. El abad de Santes Creus, frey Pere Alegre, nombró a Guillem de Eril como primer Maestre de Montesa.
La Orden de Montesa adoptó una cruz negra flordelisada sobre un manto blanco como emblema. El siguiente paso fue que el Maestre tomara posesión de los territorios provenientes de los templarios y hospitalarios en Valencia. Sin embargo, en agosto de 1319, Guillem de Eril enfermó gravemente y delegó en frey Erimau de Eroles para tomar posesión de las tierras.
El 4 de octubre de 1319, Guillem de Eril falleció en Peñíscola. El Papa, informado por el Rey Jaime II, delegó nuevamente en el abad de Santes Creus la elección de un nuevo Maestre. El 27 de febrero de 1320, frey Arnau de Soler fue elegido nuevo Maestre de la Orden de Santa María de Montesa.
Es notable observar la sintonía entre el Rey y el Papa para tan importante elección, confiando uno en el otro y dejando en manos del Rey, a través del Abad de Santes Creus, la designación de una persona de confianza y lealtad a toda prueba, que satisfacía todas las expectativas que el Rey tenía puestas en la nueva Orden.
En 1393, el Maestre frey Berenguer March solicitó al Papa Clemente VI que los miembros de la Orden de Montesa pudieran ser armados Caballeros según las reglas de la Caballería. El Papa accedió mediante una Bula el 5 de agosto de 1393. Para ingresar como Caballero, se requería probar la nobleza notoria, y para los freyles y clérigos, la legitimidad y limpieza de sangre. En 1573, se estableció la necesidad de un expediente escrito de pruebas de nobleza y limpieza de sangre, basado en los dos primeros apellidos.
Los miembros de la Orden debían mantener los votos de castidad, pobreza y obediencia. Los freyles clérigos, organizados en Prioratos, se encargaban del mantenimiento espiritual, liderados por el Prior del Sacro Convento de Montesa.
La estructura jerárquica de la Orden incluía al Maestre como autoridad suprema, elegido en Capítulo General. El Comendador Mayor asumía la jurisdicción espiritual en ausencia del Maestre. El Clavero gestionaba las llaves del Convento, el Obrero se encargaba del mantenimiento, el Subcomendador actuaba como alcalde del Castillo, y el Subclavero tenía la jurisdicción temporal sobre Montesa y Vallada. Además, había albaceas, caballeros y freyles clérigos responsables de encomiendas, vicarías, prioratos y rectorías.
El Sacro Convento de Montesa fue construido principalmente durante el mandato del Maestre frey Pedro de Tous (1327-1374), con continuaciones bajo frey Luis Despuig (1453-1482) y frey Francesc Bernat Despuig (1506-1537). En 1400, la Orden de San Jorge de Alfama, fundada en 1201 para defender las costas de Tortosa, se incorporó a la Orden de Montesa debido a su estado ruinoso y falta de recursos.
El Maestre de San Jorge, D. Francisco Ripollés, informó al Rey Martín I de Aragón sobre la situación, y el Rey decidió unir ambas órdenes. El Papa aceptó la renuncia de Ripollés y, mediante una Bula del 24 de enero de 1400, unió la Orden de San Jorge de Alfama a la de Montesa, formando la Orden de Santa María de Montesa y San Jorge de Alfama. Esta nueva orden adoptó la cruz de San Jorge y continuó bajo la disciplina del Císter y la Regla de San Benito.
La Orden de Montesa participó activamente en las guerras de Reconquista y en la expansión mediterránea del Reino de Aragón, favoreciendo el comercio catalano-aragonés hacia Oriente.
En 1323, con motivo de la conquista de Cerdeña por el Rey Jaime II, Montesa ayudó al rey con hombres y dinero, recibiendo a cambio una serie de privilegios comerciales en el Reino de Cerdeña.
Una característica destacable de la Orden de Montesa es su fidelidad y lealtad al Rey, independientemente de quién fuera y en qué época, una tradición que ha perdurado hasta nuestros días.
En 1410 y 1412, la Orden de Montesa intervino activamente en las campañas de Italia al lado del Rey Alfonso V el Magnánimo. El sexto Maestre, frey Rumeu de Corberá, al mando de una galera, combatió a los insurrectos de Cerdeña y Sicilia. Fue nombrado Almirante de la Flota en las luchas contra los genoveses, derrotándolos en la Foz de Pisa y asegurando el dominio aragonés sobre el Reino de Nápoles. En estas campañas también destacó el séptimo Maestre, frey Gilaberto de Monsoriú, en 1445.
En cuanto a la organización interna, la Orden se regía por sus Definiciones, es decir, un conjunto de reglas de conducta que los miembros debían conocer, guardar y observar, regulando así la vida tanto del monje como del caballero, en tiempos de paz y de guerra. Cabe destacar que la disciplina del Císter era la columna vertebral sobre la que se sostenía toda la estructura de la Orden. Las Definiciones especificaban todas las obligaciones del monje, junto con un sistema penitencial para corregir posibles desviaciones.
La dignidad suprema de la Orden recaía en el Maestre, elegido en Capítulo General por todos los caballeros, elevándose al Papa la correspondiente propuesta para su definitiva aprobación. En ocasiones, la intervención de los Reyes ante los Papas provocaba que la elección del Maestre no fuera conforme a la voluntad de la Orden, generando fuertes tensiones y serias disensiones. Un ejemplo de ello es el caso de Fernando el Católico, quien en 1482 forzó la elección de Felipe de Aragón y Navarra como IX Maestre, enfrentándose a la oposición del Papa Alejandro VI, quien tenía intereses familiares en la Orden de Montesa.
Con la unión de las Coronas de Aragón y Castilla en 1479, tras el matrimonio de los Reyes Católicos, Fernando e Isabel, celebrado en octubre de 1469 en Valladolid, se inició el esfuerzo final para lograr la expulsión definitiva de los árabes de España.
Pacificada la nobleza castellana rebelde y sometida a la política de la Reina Isabel, se alcanzó con el armisticio con Portugal una paz real y verdadera en los Estados de Castilla y Aragón, mientras continuaban las luchas internas en el Reino de Granada.
Durante los diez años que duró la contienda de Granada, las Órdenes Militares Castellanas de Santiago, Calatrava y Alcántara, junto con la Aragonesa de Montesa, participaron de manera directa y eficaz, tal como se relata en las crónicas de la época. Hipólito Samper narra la participación de Montesa en las conquistas de Mojácar, Vélez-Rubio, Vélez-Blanco y otros pueblos de Almería, donde el noveno Maestre, frey Felipe de Aragón y Navarra, hijo del Príncipe Carlos de Viana y primo del Rey, lideró a su Orden con arrojo y bravura en el sitio de una de las plazas más críticas y mejor fortificadas, como era Baza, donde lamentablemente murió de un arcabuzazo el 10 de julio de 1488.
Con la toma definitiva de Granada el 2 de enero de 1492, culminaron las gestas militares de las Órdenes de Caballería, que desempeñaron un papel crucial en la historia de España en su lucha contra los invasores árabes y la reconquista de los territorios ocupados.
Las Órdenes Militares llegaron a tener formidables ejércitos y un enorme poder en sus territorios. Ante esta situación de poder disperso dentro de los territorios de la Corona, los Reyes Católicos emprendieron la modernización de sus ejércitos, buscando la creación de un ejército más profesional y directamente dependiente de la Corona, unificadora de todos los reinos de España.
Por todo ello, los Reyes Católicos, en interés de un estado moderno, iniciaron el proceso de asunción por parte de la Corona de los Maestrazgos de las Órdenes Militares. Comenzó así una de las empresas más delicadas e importantes, encaminada a lograr los acuerdos necesarios entre las Órdenes, la Corona y la Santa Sede, que condujeran a la incorporación de los Maestrazgos a la Corona de Castilla.
La incorporación de estos tres maestrazgos permitió a la Corona asumir el control de vastos territorios y participar directamente en los asuntos administrativos e internos de las tres Órdenes, tales como la aprobación de expedientes personales, pruebas de nobleza, concesión de hábitos y encomiendas, entre otros. Por esta razón, se creó el Consejo Real de las Órdenes. En el libro impreso en 1700, titulado “Los Magistrados y Tribunales de España”, perteneciente a la biblioteca del Real Consejo, se especifica que este Consejo fue creado en 1489. Sin embargo, no todos los autores coinciden en la fecha de su creación por los Reyes Católicos.
Para las Órdenes Castellanas, su incorporación definitiva a la Corona de Castilla se produjo durante el reinado de Carlos I, mediante la Bula “Dum intra nostra” de Su Santidad el Papa Adriano VI, emitida en Roma el 4 de mayo de 1523.

## Terremoto de Montesa de 1748

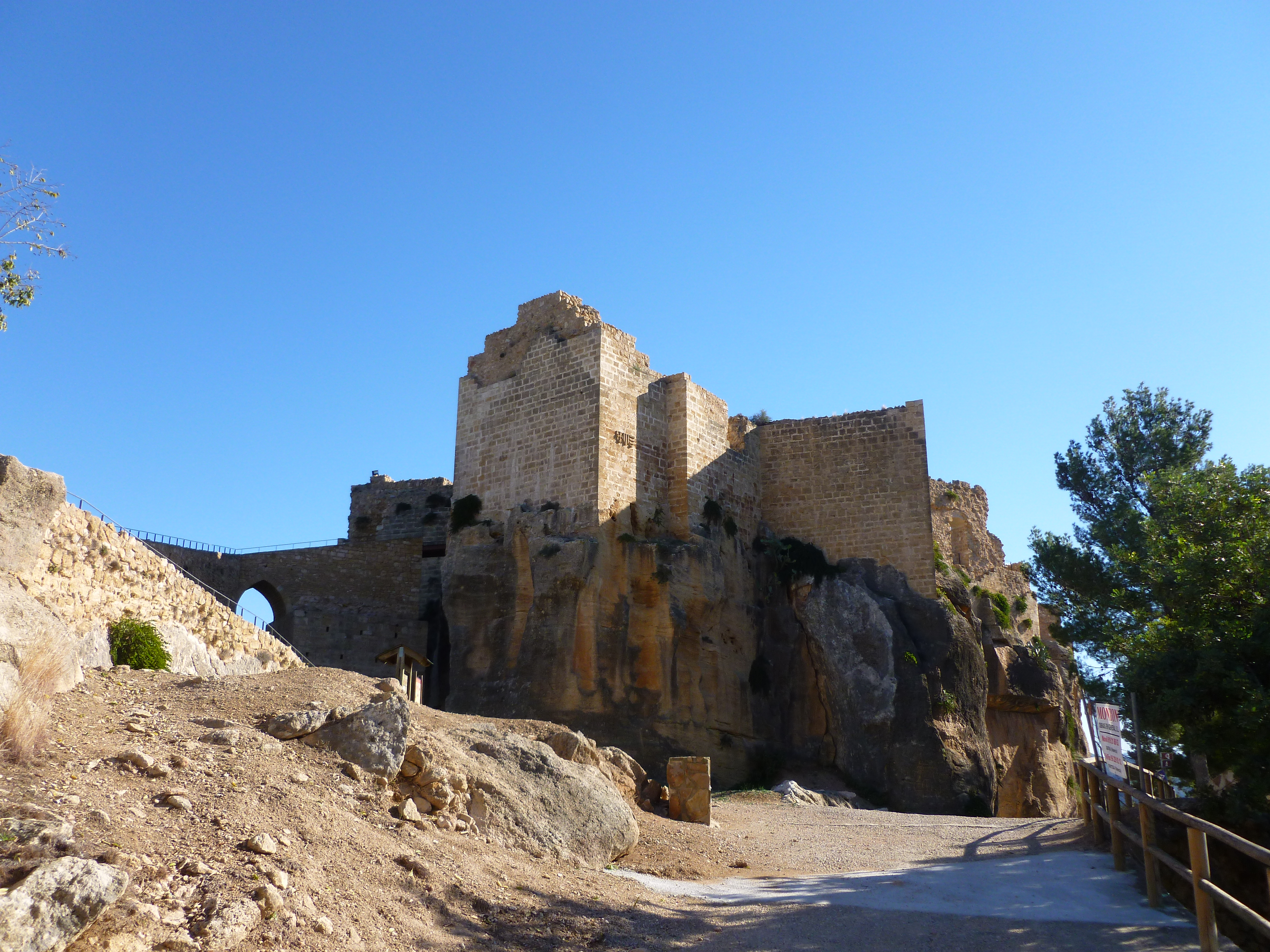
Ruinas del castillo de Montesa, que fue la sede de la Orden hasta el.

El convento de la Orden se encontraba en la villa de Montesa. Un terremoto en 1748 hizo que se desplomara la roca en la que se situaba y mató a muchos de sus miembros. La Orden pasó a tener su centro en Valencia, en la casa del Temple.
El terremoto del 23 de marzo ocurrió alrededor de las 6:15 de la madrugada, después de copiosas y fuertes lluvias. Al terremoto del día 23 siguieron oscilaciones menos violentas, hasta el día 2 de abril, fecha en la que un terremoto tan fuerte como el anterior destruyó casi por completo lo que quedaba en la zona. Los efectos devastadores se extendieron sobre los pueblos de las gobernaciones de Játiva y Montesa.
En Montesa destruyó casi en su totalidad al Castillo militar (cuyas ruinas hoy todavía se observan), quedando sepultados entre sus escombros la gran parte de sus moradores, resultando fallecidos 18 personas, entre frailes y caballeros. Los frailes supervivientes de la Orden de Montesa, se trasladaron en julio de 1748 a Valencia, a la iglesia del Palacio del Temple, hasta que el rey Don Fernando VI, gran maestre de la Orden, decretó la construcción de un nuevo convento.

## Gran Maestres de la Orden de Montesa
- D. Guillermo de Eril (1317-1319)
- D. Arnaldo de Soler (1319-1327)
- D. Pedro de Thous (1327-1374)
- D. Alberto de Thous (1374-1382)
- D. Berenguer March (1382-1409)
- D. Romeo de Corbera (1410-1445)
- D. Gilaberto de Monsavin (1445-1453)
- D. Luis Despuig (1453-1482)
- D. Felipe Vivas de Cañamanes y Boll (1482-1484)
- D. Felipe de Aragón y Navarra (1484-1488)
- D. Felipe Vivas de Cañamanes y Boll (1488-1492)
- D. Francisco Sanz (1493-1506)
- D. Francisco Bernardo Despuig o Bernat Despuig[1] (1506-1537)
- D. Francisco Llansol de Romaní (1537-1544)
- D. Pedro Luis Garcerán de Borja (1545-1587)
- Reyes de España (1587-...)

## Último Maestre de la Orden de Montesa
El último Maestre fue Pedro Luis Garcerán de Borja, marqués de Navarrés, hijo del duque de Gandía, hermano de san Francisco de Borja, elegido a los 17 años. En 1572, un tribunal de la Inquisición de Valencia condenó a Garcerán de Borja por sodomía. Parece ser que Pedro Luis Garcerán de Borja había estado enamorado tiempo antes de un tal Martín de Castro, un rufián dedicado a la prostitución y el proxenetismo, tanto de hombres como de mujeres, y que fue sorprendido en la cama con el Conde de Ribagorza, Juan II de Ribagorza. Martín de Castro, antes de ser ejecutado en 1574 en la corte, delató a Pedro Luis Garcerán de Borja, dando escabrosos detalles y mostrando su falta de escrúpulos. Garcerán de Borja, que había sido virrey y capitán general de los reinos de Tremecén, Túnez, Orán y Mazalquivir, se vio comprometido por la crisis interna que sufría la Orden de Montesa, dividida en facciones, y por las enemistades creadas al promocionar a sus favoritos. Felipe II, que fue consultado por la Inquisición sobre la conveniencia del juicio, decidió emplear el proceso para dar una lección a la nobleza levantisca, neutralizando a la vez la alianza de los Borja con la familia real portuguesa. Garcerán de Borja fue condenado a 10 años de reclusión en el convento de Montesa y una multa de 6000 ducados, a razón de 1000 ducados al año. Sin embargo, ya en 1583, Garcerán de Borja, tras unas disputas internas por la sucesión del Gran Maestre, supo congraciarse con el rey y negoció con Felipe II la incorporación a la corona de la última Orden que se mantenía independiente el 8 de diciembre de 1587, gracias a una bula del papa Sixto V expedida en Roma. Como premio obtuvo la Encomienda Mayor de Calatrava y en 1591 el Virreinato de Cataluña, falleciendo en 1592.
Actualmente el rey Felipe VI de España es el Gran Maestre de la Orden de Montesa.

## La Orden de Montesa en la actualidad
La Orden de Montesa ha logrado preservar su relevancia a lo largo de los años gracias a su rica historia y su valioso legado. Aunque ya no desempeña un papel militar activo, la Orden sigue siendo reconocida como una institución de prestigio y honor.
La Orden cuenta con una serie de miembros destacados, todos ellos pertenecientes a la aristocracia española, entre los que se encuentran empresarios, militares, historiadores y personalidades prominentes en diversos campos. Estos miembros continúan realizando actividades en nombre de la Orden y promoviendo sus valores y principios.
La Orden de Montesa es una institución con una larga trayectoria y una relevancia significativa en la sociedad actual. A pesar de los cambios en su organización y control a lo largo de los años, la Orden ha logrado mantener su prestigio e importancia gracias a su historia y legado.

## Fundación Órdenes Españolas
La Fundación creada por las Órdenes españolas de Santiago, Calatrava, Alcántara y Montesa tiene como objetivo la promoción de actividades asistenciales y sociales, así como las propias del voluntariado, orientadas hacia aquellos colectivos en situación de necesidad, con especial atención a la infancia y a la tercera edad. Asimismo, se dedica a la realización de proyectos de carácter histórico-cultural en beneficio de la sociedad en su conjunto, dentro del ámbito territorial establecido para su actuación.
Con el propósito de fomentar los estudios sobre las Órdenes Militares de caballería de Santiago, Calatrava, Alcántara y Montesa, la Fundación ha instituido el Premio Manuel Corchado Soriano, de carácter anual. Además, con el fin de distinguir al historiador cuyo trabajo haya alcanzado un reconocimiento general por la importancia de sus estudios relacionados con lo hispánico y su proyección en el mundo, el rigor de su documentación y el alcance de sus conclusiones, la Fundación otorga anualmente el Premio Órdenes Españolas.

## Premio Órdenes Españolas
Las Órdenes españolas de Santiago, Calatrava, Alcántara y Montesa han instituido el Premio Órdenes Españolas, destinado a distinguir al historiador de cualquier parte del mundo cuyo trabajo de investigación histórica haya alcanzado reconocimiento y esté relacionado con lo hispánico y su proyección en el mundo.
El Premio de Historia Órdenes Españolas es un galardón internacional creado en 2017 por las Órdenes Españolas de Santiago, Calatrava, Alcántara y Montesa.
Actualmente, es considerado por las universidades de todo el mundo como el reconocimiento más importante en la ciencia de la Historia y el principal referente internacional en esta disciplina.
El Premio de Historia Órdenes Españolas nació con el propósito de ensalzar el valor de la Historia y de aquellos investigadores de cualquier parte del mundo que han dedicado su trayectoria a su estudio.

## Hermanamiento Regimiento de Caballería Acorazado Montesa Nº3
El 20 de mayo de 2000, en el antiguo convento de Santo Domingo en Valencia, se celebró un solemne acto de hermanamiento entre la Orden Militar de Montesa y el Regimiento de Caballería Acorazado “Montesa” nº3, con la presencia de S.A.R. Don Carlos de Borbón Dos Sicilias y Borbón-Parma. Este hermanamiento fue refrendado el 17 de junio del mismo año y nuevamente el 8 de febrero de 2006.
El 10 de febrero de 2010, en el Acuartelamiento “Coronel Galindo” en Ceuta, ambas partes reafirmaron sus vínculos de hermandad. El 9 de febrero de 2010, se conmemoró la creación del Regimiento de “Montesa” y se renovó el hermanamiento con la Orden de Montesa en un acto solemne a los Caídos por España, presidido por S.A.R. Don Carlos de Borbón Dos Sicilias y Borbón-Parma y su esposa, junto con autoridades civiles y militares.
El 10 de febrero de 2010, se celebró un acto en honor de la Orden Militar de Montesa en el Acuartelamiento “Coronel Galindo”, presidido por Carlos de Borbón Dos Sicilias y Borbón-Parma, en representación del rey. Asistieron el presidente y alcalde de la ciudad, Juan Vivas, el delegado del Gobierno, José Fernández Chacón, y otras autoridades civiles y militares.
Durante el acto, el lugarteniente general de la Orden de Montesa, Frey Rafael de la Brena y Sanchiz, pronunció una alocución expresando el afecto y agradecimiento de la Orden al Regimiento Acorazado de Caballería Montesa Nº 3 y a todos sus miembros. El acto concluyó con la entrega de un sable conmemorativo para la Sala del Estandarte del Regimiento, simbolizando los lazos que unen a ambas instituciones.